# Yoshito Matsushita
Yoshito Matsushita (født 29. oktober 1989) er en tidligere japansk fodboldspiller.
Han har spillet for flere forskellige klubber i sin karriere, herunder Grulla Morioka.